# Amblyscarta cazicula
Amblyscarta cazicula är en insektsart som beskrevs av Gustav Breddin 1901. Amblyscarta cazicula ingår i släktet Amblyscarta och familjen dvärgstritar. Inga underarter finns listade i Catalogue of Life.